# Stereolepis doederleini
Stereolepis doederleini är en fiskart som beskrevs av Lindberg och Krasyukova, 1969. Stereolepis doederleini ingår i släktet Stereolepis och familjen vrakfiskar. Inga underarter finns listade i Catalogue of Life.